# Giovanni de Gamerra
Giovanni de Gamerra (Liorna, 26 de desembre de 1742 – Vicenza, 29 d'agost de 1803) fou un clergue, dramaturg i poeta italià. És cèlebre sobretot per la seva prolífica faceta de llibretista.
Nascut a Liorna, treballà des del 1771 al Teatre Regio Ducal de Milà, un centre important per a l'òpera en aquell temps. Algunes de les òperes basades en els seus llibrets són Medonte, re di Epiro de Sarti, Il Medonte de Mysliveček, Pirro de Paisiello, diverses òperes d'Antonio Salieri i Lucio Silla de Mozart (encara que aquest llibret fou modificat per Metastasio). També escrigué el llibret de l'òpera Erifile, que té diversos compositors. De Gamerra és considerat el primer traductor de Die Zauberflöte de Mozart a l'italià. En els llibrets seguia l'esplèndida i ordenada tradició de Metastasi, però anà incorporant progressivament més cors, ballet i escenografia elaborada. El 1793, ajudat per la seva reputació com a protegit de Metastasio, fou nomenat llibretista de la cort a Viena, on s'acostumà a combinar aspectes còmics i seriosos per a plaure el gust vienès.
De Gamerra era actiu políticament, i les seves idees revolucionàries provocaren la ira de l'emperador Leopold II, que intentà aturar la seva carrera sense sortir-se'n. Morí a Vicenza.